# Lý Di Siêu
Lý Di Siêu (chữ Hán: 李彝超; ?-935) là một quân phiệt người Đảng Hạng của triều Hậu Đường thời Ngũ Đại Thập Quốc. Ông cai quản Định Nan quân từ năm 933 đến khi mất năm 935, với chức vụ tiết độ sứ.

## Thân thế
Ông là thứ tử của Lý Nhân Phúc. Thời cha ông cai quản Định Nan quân, ông giữ chức 'tả đô áp nha', 'phòng át sứ' tại thủ phủ Hạ châu (夏州) của Định Nan quân.

## Chiến dịch chống quân Hậu Đường
Ngày Mậu Ngọ (12) tháng 2 năm Quý Tị (10 tháng 3 năm 933), Lý Nhân Phúc mất. Ngày Canh Thân (14) cùng tháng (12 tháng 3), trong quân lập Lý Di Siêu làm lưu hậu.
Tuy nhiên, Hậu Đường Minh Tông Lý Tự Nguyên vốn nghi ngờ Lý Nhân Phúc ngầm qua lại với Khiết Đan, do đó muốn đưa Lý Nhân Phúc ra khỏi Định Nan. Ngày Quý Mùi (7) tháng 3 (4 tháng 4), Hậu Đường Minh Tông bổ nhiệm Lý Di Siêu làm Chương Vũ lưu hậu có trị sở nay thuộc Diên An, Thiểm Tây, chuyển Chương Vũ tiết độ sứ An Tòng Tiến làm Định Nan lưu hậu. Hậu Đường Minh Tông cũng mệnh Tĩnh Nan tiết độ sứ Dược Ngạn Trù đem năm vạn quân, cho Cung uyển sứ An Trọng Ích làm giám quân, hộ tống An Tòng Tiến đến Định Nan. Ngày Đinh Hợi (11) cùng tháng (8 tháng 4), Hậu Đường Minh Tông ra sắc dụ cho tướng sĩ lại dân các châu: Hạ, Ngân, Tuy, Hựu của Định Nan, nói rằng Lý Di Siêu còn ít tuổi để có thể phòng thủ khu vực biên thùy như Định Nan, nói rằng nếu ông tuân lệnh thì sẽ được phúc phú quý như Lý Tòng Nghiễm và Cao Doãn Thao (sau khi cha của họ mất), nếu làm trái mệnh thì sẽ gặp họa diệt tộc như Vương Đô và Lý Khuông Bân.
Tháng 4 ÂL, Lý Di Siêu thượng ngôn rằng quân sĩ bách tính giữ lại, chưa đến được trấn, Hậu Đường Minh Tông ban chiếu lệnh lập tức dời đi. Lý Di Siêu không phụng chiếu, khiển huynh là A La vương đi phòng vệ Thanh Lĩnh môn (青嶺門, nay thuộc Diên An) để phòng quân Hậu Đường tiến công, và tập hợp người Đảng Hạng trong lãnh địa để tự cứu. Quân Hậu Đường dưới quyền Dược Ngạn Trù bao vây thành Hạ châu. Tuy nhiên, tường thành của được thuật lại là kiên cố như sắt đá, dựa trên cấu trúc gốc của Hách Liên Bột Bột (381–425), quân Hậu Đường không thể vào được. Hơn vạn kị binh Đảng Hạng cướp đoạt lương thực của quân Hậu Đường, quân Hậu Đường không có nơi cắt cỏ chăn nuôi, trong khi lại gặp khó khăn trong việc tái cung cấp. Tháng 7 ÂL, huynh đệ Lý Di Siêu lên tường thành xin An Tòng Tiến lui binh, nói rằng:
Hạ châu đất đai cằn cỗi, không có châu báu cất chứa để có thể cống phú cho triều đình. Chỉ vì tổ phụ truyền đời trấn thủ đất này nên không muốn bỏ mất. Tòa thành lẻ loi nhỏ bé này của chúng ta, nếu thắng được thì cũng chẳng oai phong, sao đáng để phiền quốc gia lao phí như vậy?. Nếu may mắn được tâu lên những điều này, và cho phép chúng tôi tự sửa đổi, thì khi cử đi chinh phạt sẽ nguyện làm tiên phong.

Hậu Đường Minh Tông biết được, đến ngày Nhâm Ngọ (8) cùng tháng (1 tháng 8), lệnh cho An Tòng Tiến dẫn binh về. Từ đó, theo như tường thuật thì chính quyền Định Nan khinh triều đình, mỗi khi có nổi loạn chống triều đình, họ đều liên lạc với loạn quân để yêu cầu của cải để đổi lấy giúp đỡ.

## Định Nan tiết độ sứ
Lý Di Siêu sau đó thượng biểu tạ tội, cầu phục chức, ngày Nhâm Tuất (19) tháng 10 (9 tháng 11), Hậu Đường Minh Tông bổ nhiệm Lý Di Siêu làm Định Nan quân tiết độ sứ, kiểm hiệu tư đồ, phục hồi cống nạp như lúc đầu.
Ngày Đinh Sửu tháng 2 năm Ất Mùi (19 tháng 3 năm 935), Lý Di Siêu thượng ngôn rằng do bệnh tật, xin cho huynh là Hành quân tư mã Lý Di Ân tạm quyền cai quản quân châu sự. Sau khi ông mất, đến tháng 3 ÂL, Hoàng đế Hậu Đường là Lý Tòng Kha bổ nhiệm Lý Di Ân làm tiết độ sứ. (Theo Cựu Ngũ Đại sử và Tân Ngũ Đại sử, Lý Di Ân là đệ của Lý Di Siêu.